# Facundo Bagnis
Facundo Bagnis (Rosario, 27 de febrero de 1990) es un tenista argentino. Su mejor posición en el ranking ATP es la N°. 55, alcanzada el 14 de noviembre de 2016. En su carrera profesional lleva conquistados 16 torneos Challenger en individuales y otros 13 en dobles. Es parte de la generación de tenistas argentinos nacidos en los años 1990, junto con Federico Delbonis, Guido Pella, Diego Schwartzman y Juan Ignacio Lóndero.
En su carrera le ha ganado a jugadores top 100 tales como: Leonardo Mayer (más de una vez), Santiago Giraldo, Guido Pella, Stephane Robert, Julien Benneteau, Pablo Andújar, Federico Delbonis (más de una vez), Damir Dzumhur, Paul-Henry Mathieu, João Souza, Marcel Granollers, Carlos Berlocq, Iñigo Cervantes, Horacio Zeballos, Víctor Estrella Burgos, Nicolás Kicker, Tennys Sandgren, Paolo Lorenzi, Martin Klizan, Andrej Martin, Tommy Paul, James Duckworth, Mikael Ymer, Marco Cecchinato, Frances Tiafoe, Laslo Djere, Federico Coria, Taro Daniel, Hugo Dellien, Henri Laaksonen, Sebastián Báez y Tomás Martín Etcheverry.

## Juegos Suramericanos
Participó en los Juegos Suramericanos de 2014 donde obtuvo dos medallas de oro en las categorías sencillo y dobles masculino.
En dobles, obtuvo la medalla de oro junto a Guido Andreozzi.
En sencillo, se impuso en la final sobre su compatriota con parciales de 4 a 6, 6 a 4 y 7 a 6.
El partido se definió por tie break. En el desempate, Bagnis se puso rápidamente arriba, llegando a 6-1. Andreozzi amagó una reacción, pero el partido finalizó a favor de Bagnis por 7-3.

## Juegos Panamericanos
En los Juegos Panamericanos de 2015, obtuvo la medalla de oro en singles venciendo al colombiano Nicolás Barrientos por 6-1 y 6-2. Además, jugó en dobles junto a su compatriota Guido Andreozzi logrando la medalla de plata. Con Andreozzi, volvió a obtener la medalla de plata en los Juegos Panamericanos de 2019.

## Títulos ATP (1; 0+1)

### Individual (0)
| Leyenda                         |
| Grand Slam (0)                  |
| ATP World Tour Finals (0)       |
| ATP World Tour Masters 1000 (0) |
| ATP World Tour 500 (0)          |
| ATP World Tour 250 (0)          |

#### Finalista (2)
| N.º | Fecha                 | Torneo   | Superficie    | Oponente en la final | Resultado        |
| --- | --------------------- | -------- | ------------- | -------------------- | ---------------- |
| 1.  | 14 de marzo de 2021   | Santiago | Tierra batida | Cristian Garín       | 4-6, 7-6(3), 5-7 |
| 2.  | 11 de febrero de 2024 | Córdoba  | Tierra batida | Luciano Darderi      | 1-6, 4-6         |

### Dobles (1)
| Leyenda                         |
| Grand Slam (0)                  |
| ATP World Tour Finals (0)       |
| ATP World Tour Masters 1000 (0) |
| ATP World Tour 500 (0)          |
| ATP World Tour 250 (1)          |

| N.º | Fecha               | Torneo    | Superficie    | Compañero       | Oponentes en la final             | Resultado        |
| --- | ------------------- | --------- | ------------- | --------------- | --------------------------------- | ---------------- |
| 1.  | 14 de julio de 2013 | Stuttgart | Tierra batida | Thomaz Bellucci | Tomasz Bednarek Mateusz Kowalczyk | 2-6, 6-4, [11-9] |

## Títulos Challenger; 30 (17 + 13)
| Leyenda             | Individuales | Dobles |
| ------------------- | ------------ | ------ |
| ATP Challenger Tour | 17           | 13     |

### Individuales (17)
| N.º | Fecha      | Torneo                        | Superficie    | Oponente en la final     | Resultado          |
| --- | ---------- | ----------------------------- | ------------- | ------------------------ | ------------------ |
| 1.  | 28.03.2011 | Challenger de Barranquilla    | Tierra batida | Diego Junqueira          | 1-6 7-64 6-0       |
| 2.  | 08.07.2012 | Challenger de Arad            | Tierra batida | Victor Hanescu           | 6-4 6-4            |
| 3.  | 10.03.2013 | Challenger de Santiago (1)    | Tierra batida | Thiemo de Bakker         | 7-62, 7-63         |
| 4.  | 15.09.2013 | Challenger de Cali            | Tierra batida | Facundo Argüello         | 2-6, 6-4, 6-3      |
| 5.  | 15.03.2015 | Challenger de Santiago (2)    | Tierra batida | Guilherme Clezar         | 6-2,5-7,6-3        |
| 6.  | 17.01.2016 | Challenger de Buenos Aires    | Tierra batida | Arthur De Greef          | 6-3, 6-2           |
| 7.  | 24.01.2016 | Challenger de Río de Janeiro  | Tierra batida | Guilherme Clezar         | 6-4, 4-6, 6-2      |
| 8.  | 13.03.2016 | Challenger de Santiago (3)    | Tierra batida | Rogerio Dutra Silva      | 36-7, 6-4, 6-3     |
| 9.  | 01.10.2016 | Challenger de Medellín        | Tierra batida | Caio Zampieri            | 36-7, 7-5, 6-2     |
| 10. | 09.10.2016 | Challenger de Campinas        | Tierra batida | Carlos Berlocq           | 5-7, 6-2, 3-0 ret. |
| 11. | 12.11.2016 | Challenger de Bogotá          | Tierra batida | Horacio Zeballos         | 3-6, 6-3, 7-64     |
| 12. | 24.06.2018 | Challenger de L´Aquila        | Tierra batida | Paolo Lorenzi            | 2-6, 6-3, 6-4      |
| 13. | 28.09.2020 | Challenger de Biella          | Tierra batida | Blaž Kavčič              | 46-7, 6-4 ret.     |
| 14. | 11.07.2021 | Challenger de Salzburgo       | Tierra batida | Federico Coria           | 6-4, 3-6, 6-2      |
| 15. | 03.04.2022 | Challenger de Pereira         | Tierra batida | Facundo Mena             | 6-3, 6-0           |
| 16. | 23.10.2022 | Challenger de Ambato          | Tierra batida | João Lucas Reis Da Silva | 7-67, 6-4          |
| 17. | 21.01.2024 | Challenger de Buenos Aires II | Tierra batida | Mariano Navone           | 7-5, 1-6, 7-5      |

### Dobles (13)
| N.º | Fecha      | Torneo                       | Superficie | Compañero         | Oponentes en la final               | Resultado         |
| --- | ---------- | ---------------------------- | ---------- | ----------------- | ----------------------------------- | ----------------- |
| 1.  | 06.03.2011 | Challenger de Salinas        | Tierra     | Federico Delbonis | Rogério Dutra da Silva João Souza   | 6-2, 6-1          |
| 2.  | 21.10.2012 | Challenger de Córdoba        | Tierra     | Diego Junqueira   | Ariel Behar Guillermo Durán         | 6-1, 6-2          |
| 3.  | 05.11.2012 | Challenger de Guayaquil      | Tierra     | Martín Alund      | Leonardo Mayer Martín Ríos Benítez  | 7-5, 7-65         |
| 4.  | 14.04.2013 | Challenger de Barranquilla   | Tierra     | Federico Delbonis | Fabiano de Paula Stefano Ianni      | 6-3, 7-5          |
| 5.  | 03.05.2014 | Challenger de Cali           | Tierra     | Eduardo Schwank   | Nicolás Barrientos Eduardo Struvay  | 6-3, 6-3          |
| 6.  | 15.09.2014 | Challenger de Campinas       | Tierra     | Diego Schwartzman | André Ghem Fabricio Neis            | 7-64, 5-7, [10-7] |
| 7.  | 13.10.2014 | Challenger de San Juan       | Tierra     | Martín Alund      | Diego Schwartzman Horacio Zeballos  | 4-6, 6-3, [10-7]  |
| 8.  | 18.04.2015 | Challenger de Sarasota       | Tierra     | Facundo Argüello  | Chung Hyeon Divij Sharan            | 3-6, 6-2, [13-11] |
| 9.  | 30.05.2015 | Challenger de Vicenza        | Tierra     | Guido Pella       | Salvatore Caruso Federico Gaio      | 6-2, 6-4          |
| 10. | 16.01.2016 | Challenger de Buenos Aires   | Tierra     | Máximo González   | Sergio Galdós Christian Lindell     | 6-1, 6-2          |
| 11. | 03.03.2018 | Challenger de Punta del Este | Tierra     | Ariel Behar       | Simone Bolelli Alessandro Giannessi | 6-2, 7-67         |
| 12. | 04.11.2019 | Challenger de Montevideo     | Tierra     | Andrés Molteni    | Orlando Luz Rafael Matos            | 6-4, 5-7, [12-10] |
| 13. | 10.07.2021 | Challenger de Salzburgo      | Tierra     | Sergio Galdós     | Robert Galloway Alex Lawson         | 6-0, 6-3          |

## Clasificación histórica
| Tournament             | 2010 | 2011 | 2012 | 2013 | 2014 | 2015 | 2016 | 2017 | 2018 | 2019 | 2020 | 2021 | Títulos | G–P | Porcentaje |
| ---------------------- | ---- | ---- | ---- | ---- | ---- | ---- | ---- | ---- | ---- | ---- | ---- | ---- | ------- | --- | ---------- |
| Torneos de Grand Slam  |      |      |      |      |      |      |      |      |      |      |      |      |         |     |            |
| Abierto de Australia   | A    | A    | Q1   | A    | A    | A    | A    | 1R   | Q1   | Q1   | Q2   | Q1   | 0 / 1   | 0-1 | 00.00 %    |
| Roland Garros          | A    | Q2   | Q1   | Q1   | 2R   | Q2   | 2R   | Q1   | Q2   | Q1   | Q2   | 2R   | 2/ 4    | 2-2 | 50.00 %    |
| Wimbledon              | A    | Q1   | A    | A    | A    | 1R   | 1R   | 1R   | Q1   | Q1   | -    | 1R   | 1 / 4   | 0-3 | 00.00 %    |
| Abierto de los EE. UU. | Q1   | Q1   | Q2   | Q2   | 1R   | Q3   | 1R   | Q2   | 1R   | Q2   |      | 3R   | 2 / 6   | 0-3 | 00.00 %    |
| Ganado-Perdido         | 0-0  | 0-0  | 0-0  | 0-0  | 1-2  | 0-1  | 1-3  | 0-2  | 0-1  | 0-0  | 0-0  |      | 0 / 9   | 2-9 | 22.00 %    |

## Ranking ATP al final de la temporada
| AÑO     | 2007 | 2008 | 2009 | 2010 | 2011 | 2012 | 2013 | 2014 | 2015 | 2016 | 2017 | 2018 | 2019 | 2020 | 2021 | 2022 | 2023 | 2024 |
| ------- | ---- | ---- | ---- | ---- | ---- | ---- | ---- | ---- | ---- | ---- | ---- | ---- | ---- | ---- | ---- | ---- | ---- | ---- |
| Ranking | 961  | 575  | 374  | 242  | 157  | 237  | 123  | 125  | 140  | 56   | 181  | 165  | 137  | 125  | 76   | 89   | 242  | 144  |